# جورج فان هورن
جورج فـان هورن (بالإنجليزية: George Van Horn)‏ هو محامي وسياسي أمريكي، ولد في 5 فبراير 1850، وتوفي في 3 مايو 1904. حزبياً، نشط في الحزب الديمقراطي. وقد انتخب عضو مجلس النواب الأمريكي.